# غورغيت بيرغر
غورغيت بيرغر هي عارضة فنية ‏ بلجيكية، ولدت في 26 فبراير 1901 في Marcinelle ‏ في بلجيكا، وتوفيت في 26 فبراير 1986 في شيربيك في بلجيكا.

## وصلات خارجية
- غورغيت بيرغر على موقع IMDb (الإنجليزية)